# باول غلدبيرغر
باول غلدبيرجر (بالإنجليزية: Paul Goldberger)‏ هو مهندس معماري وصحفي أمريكي، ولد في 4 ديسمبر 1950 في باسيك في الولايات المتحدة.

## وصلات خارجية
- باول غلدبيرغر على موقع IMDb (الإنجليزية)
- باول غلدبيرغر على موقع قاعدة بيانات الفيلم (الإنجليزية)